# Madrugada (gruppo musicale italiano)
Band di rock progressivo nata a Bergamo (Italia) intorno nel 1972 composta da Gianfranco Pinto (tastiere, voce), Pietro Rapelli (percussioni) e Alessandro "Billy" Zanelli (basso).

## Storia
Nel 1972 Alessandro "Billy" Zanelli (I Fuchs, I Condor, Le Lunghe Storie e La Terza Classe), Gianfranco Pinto (Le Bugie e La Terza Classe) e Pietro Rapelli (Gruppo 3 e La Terza Classe) fondano  Madrugada,  gruppo di rock progressivo. Sotto la produzione di Mauro Paoluzzi e Paki Canzi e con la supervisione dei testi di Roberto Vecchioni la band registra due album per la Phonogram, con etichetta Philips, l'omonimo Madrugada nel 1974 e Incastro nel 1977 nel quale si avvalgono della collaborazione di musicisti come Gianluigi Trovesi, Lucio Fabbri, Luciano Ninzatti, Gianni Bertocchi e Silvia Annicchiarico. In quegli anni i Madrugada si esibiscono in festival e raduni pop e concerti dell'area progressive con la, allora agenzia ed etichetta alternativa, Trident Records di Angelo Carrara e Maurizio Salvadori e suonano in festival pop, manifestazioni politiche, fabbriche con Premiata Forneria Marconi, Banco del Mutuo Soccorso, Edoardo Bennato, Franco Battiato, Eugenio Finardi, Opus Avantra, Alberto Camerini, Jumbo, Aktuala e altri. Appoggiano la battaglia sull'aborto del Partito Radicale suonando nei Palasport di Torino e Bologna, si esibiscono diverse volte nella sede del giornale di Controinformazione alternativa Re Nudo.
Ottimo successo nel tour a tre con Claudio Rocchi e Biglietto per l'Inferno e poi nell'estate del 1974 in tour con gli Area. L'esperienza dei concerti con la band di Demetrio Stratos influisce sulla musica del gruppo che si orienterà più sul jazz-rock determinando una notevole differenza stilistica tra il primo e il secondo album pubblicati.  Da considerare anche un concerto a Lugano con Kevin Ayers.
Già prima dell'uscita di Incastro i Madrugada cominciano collaborazioni in studio ed in tour con cantanti come Roberto Vecchioni, Adriano Pappalardo, Riccardo Cocciante, I Nuovi Angeli, Patty Pravo, Enrico Nascimbeni, Lucas Sideras (ex Aphrodite's Child) e partecipano al disco Pangea (registrazione del 1976 che ha avuto una seconda giovinezza tra gli amanti del progressive con la riedizione del 2007).
Ma nel 1977 con l'avvento del punk rock e il conseguente spegnimento dell'ondata progressive i Madrugada si sciolgono definitivamente. Zanelli (album con i Judas) e Rapelli lasceranno la musica dopo qualche anno, mentre Pinto (Roberto Vecchioni, Riccardo Fogli, Brian Auger, Nada, Orietta Berti, Perdio, Shout! e The Soul Busters Band) continua tuttora l'attività di musicista. Nel 2006 la AMS/BTF ristampa su CD entrambi gli album arricchiti da più bonus track.

## Formazione
- Gianfranco Pinto – tastiere, voce
- Alessandro "Billy" Zanelli – basso, voce
- Pietro Rapelli – batteria, percussioni, voce

## Discografia

### Album in studio
- 1974 – Madrugada
- 1977 – Incastro

### Singoli
- 1977 – Katmandu/È triste il vento